# 扎卡里·里萨谢
扎卡里·里萨谢（法語：Zaccharie Risacher，/ˈzækəri ˌriːzɑːˈʃeɪ/ ZAK-ər-ee REE-zah-SHAY 法語發音：[zakaʁi ʁizaʃe]，2005年4月8日—），法国职业篮球运动员，在2024年NBA选秀中被亚特兰大老鹰以状元籤选中，效力于亚特兰大老鹰。

## 早年经历
2005年4月8日，里萨谢在西班牙马拉加出生，其父亲斯特凡纳·里萨谢也是一位职业篮球运动员，曾于2002年至2006年效力于马拉加篮球俱乐部，代表法國夺得2000年悉尼奥运会篮球铜牌。里萨谢后来随家人搬到法国里昂居住，3岁半就开始打篮球。
2020年8月，里萨谢进入ASVEL青训队，随ASVEL的青年队LNB希望（LNB Espoirs）参加法国的U21联赛。

## 职业生涯

### LNB
2021年，里萨谢首次亮相ASVEL成年队，在LNB精英赛中对阵大都會92。2022年1月18日，里萨谢参加歐洲籃球聯賽，惟球队75比100惜败摩纳哥。效力于LNB希望期间，里萨谢场均贡献12.5分、4.4个篮板。
2023年6月16日，里萨谢正式签约ASVEL，随后被租借到同为LNB联赛球队的JL布尔格，为期一个赛季（2023至24赛季）。2023年11月29日，入选LNB全明星赛法国队名单 。另外，里萨谢还代表JL布尔格参加2023–24年欧洲杯篮球赛，帮助球队进军决赛，惟球队惜败同为法国球队的巴黎篮球。2024年4月，里萨谢获欧洲杯篮球赛明日之星奖，以18岁362天的年纪成为该奖第二年轻的得主，比2018年获奖者扎南·穆萨只大了一个月。
2024年5月12日，里萨谢获提名2023–24年LNB精英赛最佳年轻球员。里萨谢在该赛季场均贡献10.1分、3.8个篮板。

### NBA
2024年4月22日，里萨谢宣布参加2024年NBA选秀，5月2日获NBA确认。

#### 亚特兰大老鹰（2024年–）
2024年6月26日，里萨谢在2024年NBA选秀中被亚特兰大老鹰以状元籤选中，是继2023年的維克托·文班亞馬后连续第二年中状元籤的法国球员。另外，里萨谢也是继文班亚马、姚明（2002年）和安德烈亚·巴尔尼亚尼（2006年）之后的第四位海外状元。除了状元里萨谢，被华盛顿奇才榜眼签选中的亞歷山大·薩爾和被夏洛特黄蜂第六名选中的蒂简·萨劳恩都是法国人，故有三名法国球员出现在前10个签中。

## 国家队生涯
里萨谢代表法国出战2022年U17青年世界盃籃球賽。然而里萨谢在对阵西班牙的决赛中发挥失准，未得一分的同时还出现了五次失误。最终他带领法国U17拿下铜牌，在比赛中贡献10.4分、4.4个篮板。
2024年2月，里萨谢入选法國國家男子籃球隊参加2025年欧洲篮球锦标赛资格赛名单。

## 比赛风格
里萨谢司职小前锋，其快速接球投篮的能力非常出色，同时也有不错的掩护或中距离投篮技巧，在外线防守后卫和前锋位置的技术也非常精湛。